# Contrafase
Contrafase, dícese del estado relativo en que se encuentran dos ondas cuya diferencia de constantes de fase sea igual a π + 2kπ radianes (k = ±1,±2,...).
De esta manera, cuando una alcanza el valor máximo (absoluto) de desplazamiento, o lo que es lo mismo, cuando alcanza su amplitud, la otra tiene también amplitud máxima, pero en signo contrario (aunque no sean las mismas en valor absoluto). Otra manera de decirlo es que cuando una tiene fase |x| la otra tiene fase -|x|.
Recordemos que siendo la fórmula del desplazamiento x del movimiento ondulatorio:
{\displaystyle x=A\cos(wt+d)}
la fase es (wt + d) y la constante de fase es d.
Cuando dos ondas de igual frecuencia entran en contrafase en un sistema se interfieren (ya sea destructivamente o constructivamente, con lo que la onda resultante que finalmente entra en el sistema puede ser de amplitud superior o inferior a las ondas que ha recibido.
Cuando dos ondas iguales (en amplitud y frecuencia entran en un sistema en su momento de contrafase, se cancelan.